# Dendrolycopodium
Dendrolycopodium es un género de helechos perteneciente a la familia Lycopodiaceae. Comprende 5 especies descritas y de estas, solo 4 aceptadas.

## Taxonomía
El género fue descrito por Arthur Haines y publicado en The Families Huperziaceae and Lycopodiaceae of New England 84. 2003.

## Especies aceptadas
A continuación se brinda un listado de las especies del género Dendrolycopodium aceptadas hasta marzo de 2015, ordenadas alfabéticamente. Para cada una se indica el nombre binomial seguido del autor, abreviado según las convenciones y usos.	
- Dendrolycopodium dendroideum (Michx.) A. Haines
- Dendrolycopodium hickeyi (W.H. Wagner, Beitel & R.C. Moran) A. Haines
- Dendrolycopodium juniperoideum (Sw.) A. Haines
- Dendrolycopodium obscurum (L.) A. Haines